# بانگ‌مرغ نوک‌داسی
بانگ‌مرغ نوک‌داسی (نام علمی: Falculea palliata) نام یک گونه از تیره بانگ‌مرغان است.